# Arocatus roeselii
Az Arocatus roeselii a rovarok (Insecta) osztályának a félfedelesszárnyúak (Hemiptera) rendjéhez, a poloskák (Heteroptera) alrendjéhez, ezen belül a címerespoloska-alkatúak (Pentatomomorpha) alrendágához és a bodobácsok (Lygaeidae) családjához tartozó faj.

## Elterjedése
Európában honos.

## Megjelenése
Testhossza 6-7 milliméter.
A vörös és fekete színű rovar viszonylag könnyen összetéveszthető a csupán színerősségben eltérő közeli rokonával, a platánbodobáccsal (Arocatus longiceps), ami azonban csak égerrel táplálkozik.

## Életmódja
Az enyves égerfán (Alnus glutinosa) él és késő ősztől kora tavaszig annak lógó termésében található meg.